# Max Ancenay
Max Ancenay (11 febbraio 1970) è un ex sciatore alpino francese.

## Biografia
Ancenay, originario di Flumet, debuttò in campo internazionale ai Mondiali juniores di Hemsedal/Sälen 1987; l'anno dopo, nella manifestazione iridata giovanile di Madonna di Campiglio 1988, conquistò la medaglia d'argento nella combinata e quella di bronzo nello slalom speciale. In Coppa del Mondo esordì il 4 dicembre 1994 a Tignes in slalom speciale, senza completare la gara, e ottenne il miglior piazzamento il 12 dicembre successivo a Sestriere nella medesima specialità (21º); sempre in slalom speciale conquistò l'ultimo podio in Coppa Europa, l'8 dicembre 1996 a Serre Chevalier (2º), e prese per l'ultima volta il via in Coppa del Mondo, il 19 gennaio 1997 a Wengen senza completare la gara. Si ritirò al termine della stagione 1999-2000 e la sua ultima gara fu lo slalom speciale dei Campionati francesi 2000, disputato il 26 marzo a Valloire e chiuso da Ancenay al 28º posto; non prese parte a rassegne olimpiche o iridate.

## Palmarès

### Mondiali juniores
- 2 medaglie:
  - 1 argento (combinata a Madonna di Campiglio 1988)
  - 1 bronzo (slalom speciale a Madonna di Campiglio 1988)

### Coppa del Mondo
- Miglior piazzamento in classifica generale: 106º nel 1995

### Coppa Europa
- 1 podio (dati dalla stagione 1994-1995):
  - 1 secondo posto

### Campionati francesi
- 2 medaglie (dati dalla stagione 1994-1995):
  - 2 bronzi (slalom speciale nel 1995; slalom speciale nel 1996)